# Glandonia prancei
Glandonia prancei är en tvåhjärtbladig växtart som beskrevs av W.R. Anderson. Glandonia prancei ingår i släktet Glandonia och familjen Malpighiaceae. Inga underarter finns listade i Catalogue of Life.